# Базилевка (Уфа)
Базилевка (баш. Базилевка), Базилёвка — упразднённая деревня Уфимского района Республики Башкортостан Российской Федерации, вошедшая в состав Уфы в 1992 году. Ныне микрорайон в Калининском районе Уфы.

## Название
В 1865 зафиксирована под названием Отрада (Пекарское, Базилевка, Тимофеевка — по фамамилии губернского прокурора А. В. Тимофеева, мужа С. П. Базилевской).

## География

### Уличная сеть
- ул. Конопляная (название официально с 29 ноября 1995[2])
- ул. Прудная (название официально с 29 ноября 1995[2])
- ул. Свищевая (название официально с 29 ноября 1995[2])
- ул. Беговая (название официально с 29 ноября 1995[2])
- ул. Базилевская

## История
О древнем заселении местности говорит находка в 1960-ых годах на северо-восточной окраине деревни Базилевского кургана. Описан в работе Садыкова М. X., «Отчет 1964» как насыпь земляная, высота около 2 м, диаметр 20 м, полы кургана нарушены.
Предположительно деревня была основана, как сельцо Пекарских около 1700 года. С 1847 года — владение Базилевских, которые, видимо, заселили в неё крепостных из Пензенской губернии. В 1906 отмечены земская школа, библиотека-читальня, 4 бакалейные лавки, хлебозапасный магазин.
Входила в состав Шакшинского сельсовета до его упразднения в 1980 году. К 1992 году входил в состав Русско-Юрмашского сельсовета Уфимского района.
В 1994 г. СУ-609 начало возводить больничный городок

## Население
в 1906—940 жителей; 1920—1173; 1939—1042; 1959—590; 1989—153 человека.

## Известные уроженцы, жители
- Пекарский, Пётр Петрович (1827—1872) — библиограф, академик, исследователь русской литературы и истории.

## Инфраструктура
В Базилевке располагается Республиканская психиатрическая больница Минздрава Республики Башкортостан (ранее находилась на ул. Владивостокской).
Личное подсобное хозяйство с зоной сельскохозяйственного использования, индивидуальная застройка усадебного типа. В Базилевке садоводческие товарищества ОСТ ОАО УМПО.
Проводятся велогонки.